# Aulonothroscus calocerus
Aulonothroscus calocerus är en skalbaggsart som först beskrevs av Bonvouloir 1860.  Aulonothroscus calocerus ingår i släktet Aulonothroscus och familjen småknäppare. Inga underarter finns listade i Catalogue of Life.